# 民用飞机列表
以下是主要民航机造商和其民航机產品列表，按照製造商英文名字母順序排列，實驗機、原型機、從未量產投入使用者，除有特殊意義外不列入。經生產權出售或公司合併等因素，由2家以上企業生產的型號，置於首個生產該型號製造商。

## 法國航太(Aérospatiale)
法國
- 法國宇航克爾維特（英语：Aérospatiale Corvette）

## 沃多喬迪航空(Aero Vodochody)
捷克
- Aero A.10（英语：Aero A.10）
- Aero A.23（英语：Aero A.23）
- Ae-45
- L-60旅長

## 空中巴士（AirBus）
欧盟
- A220 (原龐巴迪C系列)
- A300
- A310
- A320系列
  - A318
  - A319
  - A320
  - A321
- A330
- A340
- A350
- A380

## 空速公司（英语：Airspeed Ltd.）
英国
- 空速渡輪型（英语：Airspeed Ferry） (AS.4 Ferry)
- 空速信使型（英语：Airspeed Courier） (AS.5 Courier)
- 空速特使型（英语：Airspeed Envoy） (AS.6 Envoy)
- 空速大使型 (AS.57 Ambassador)
- 空速領事型（英语：Airspeed Consul） (AS.65 Consul)

## 阿姆斯壯-維特沃斯（Armstrong Whitworth）
英国
- AW38惠特利轟炸機（英语：Armstrong Whitworth Whitley）民用型
- AW660大商船運輸機

## 安托諾夫國營公司（Antonov）
乌克兰
- An-2
- An-8（英语：Antonov An-8）
- An-10
- An-12
- An-14
- An-22
- An-24
- An-26
- An-28
- An-32
- An-38
- An-72
- An-74（英语：Antonov An-74）
- An-124
- An-140
- An-148
- An-178
- An-225

## ATR
法國 /  義大利
- ATR 42
- ATR 72

## 阿弗羅(Avro)
英国
- Avro 504（英语：Avro 504）
- Avro 536（英语：Avro 536）
- Avro 547（英语：Avro 547）
- 阿弗羅安多佛型運輸機（英语：Avro Andover）
- 阿弗羅618十座型運輸機（英语：Avro 618 Ten）
- 阿弗羅安森型運輸機（英语：Avro Anson）
- 阿弗羅約克型運輸機（英语：Avro York）
- 阿弗羅都鐸型運輸機（英语：Avro Tudor）
- 阿弗羅蘭開斯特人型運輸機（英语：Avro Lancastrian）

## Avro加拿大（英语：Avro Canada）
加拿大
- Avro加拿大C102噴氣客機（英语：Avro Jetliner） (世界第二款噴氣式客機)

## 比奇飛機
美国
- 比奇17（英语：Beechcraft Model 17）
- 比奇18（英语：Beechcraft Model 18）
- 比奇19/23/24（英语：Beechcraft Musketeer）
- 比奇33/35/36/40（英语：Beechcraft Bonanza）
- 比奇34（英语：Beechcraft Model 34）
- 比奇50（英语：Beechcraft Twin Bonanza）
- 比奇55/56/58（英语：Beechcraft Baron）
- 比奇60（英语：Beechcraft Duke）
- 比奇65/70/80/88（英语：Beechcraft Queen Air）
- 比奇76（英语：Beechcraft Duchess）
- 比奇77（英语：Beechcraft Skipper）
- 比奇空中國王
- 比奇95（英语：Beechcraft Travel Air）
- 比奇99（英语：Beechcraft Model 99）
- 比奇超級空中國王
- 比奇1900
- 比奇2000（英语：Beechcraft Starship）

## 別里耶夫飛機公司
俄羅斯
- 別里耶夫Be-30（英语：Beriev Be-30）
- 別里耶夫Be-103（英语：Beriev Be-103）
- 別-200水上飛機

## 布萊里奧航空（英语：Blériot Aéronautique）
法國
- 布萊里奧-SPAD S.27（英语：Blériot-SPAD S.27）
- 布萊里奧-SPAD S.33（英语：Blériot-SPAD S.33）
- 布萊里奧-SPAD S.46（英语：Blériot-SPAD S.46）
- 布萊里奧-SPAD S.56（英语：Blériot-SPAD S.56）
- 布萊里奧135（英语：Blériot 135）
- 布萊里奧155（英语：Blériot 155）
- 布萊里奧165（英语：Blériot 165）

## 英國飛機公司（British Aircraft Corporation）
英国
- BAC1-11 (One-Eleven)
- 協和飛機 (Concorde，與 法國南方飞机公司合作)

## 英國航太（British Aerospace）
英国
- 捷流31
- BAe 146
- BAe ATP
- 捷流41

## 布里頓-諾曼
英国
- 布里頓-諾曼BN-2島民飛機
- 布里頓-諾曼BN-2A特瑞斯蘭德飛機（英语：Britten-Norman Trislander）

## 波音（Boeing）
美国
- 波音40（英语：Boeing Model 40）
- 波音80（英语：Boeing 80）
- 波音200和221（英语：Boeing Monomail）
- 波音247
- 波音307平流層
- 波音314
- 波音377
- 波音707（波音720亦為波音707系列的一個型號）
- 波音717（原為麥克唐納-道格拉斯的MD-95）
- 波音727（原為麥克唐納-道格拉斯的研發產品）
- 波音737
- 波音747
- 波音757
- 波音767
- 波音777
- 波音787

## 龐巴迪航太（Bombardier Aerospace）
加拿大
- 龐巴迪挑戰者600（英语：Bombardier Challenger 600）
- CRJ系列
  - CRJ-100/200
    - CRJ-440
    - 龐巴迪挑戰者800/850（英语：Bombardier Challenger 850）

  - CRJ-700
    - CRJ-900
    - CRJ-1000
    - CRJ-550
- 里爾60（英语：Learjet 60）
- 里爾45（英语：Learjet 45）
- 里爾40（英语：Learjet 40）
- 龐巴迪挑戰者300（英语：Bombardier Challenger 300）
- 庞巴迪环球快车
- C系列 (空客A220系列)
  - CS100
  - CS300
- 里爾70/75（英语：Learjet 70/75）
- 龐巴迪環球7500（英语：Bombardier Global 7500）

## 布里斯托飛機公司（Bristol Aeroplane Company）
英国
- 布里斯托旅行車型（英语：Bristol Tourer）
- 布里斯托十座型（英语：Bristol Ten-seater）
- 布里斯托貨輪型（英语：Bristol Freighter）
- 布里斯托不列顛尼亞型

## 航空建設公司（英语：CASA (aircraft manufacturer)）
西班牙
- C-212運輸機（英语：CASA C-212 Aviocar）
- CN-235運輸機

## 賽斯納
美国
通用航空飛行器製造商，僅列出仍在生產的機型
- 塞斯納172
- 塞斯納182（英语：Cessna 182 Skylane）
- 塞斯纳206
- 塞斯納208
- 塞斯納408（英语：Cessna 408 SkyCourier）
- 塞斯納獎狀系列（英语：Cessna Citation family）

## 塞納河航空海事工廠（英语：Chantiers Aéro-Maritimes de la Seine）
法國
- CAMS 33（英语：CAMS 33）
- CAMS 51（英语：CAMS 51）
- CAMS 53（英语：CAMS 53）

## 康維爾
美国
- 康維爾CV-240
- 康維爾880
- 康維爾990

## 達荷-索卡達飛機製造公司
法國
- 索卡達拉力賽系列（英语：SOCATA Rallye family）
- 索卡達ST10（英语：SOCATA ST 10）
- 索卡達TB系列（英语：SOCATA TB family）
- 索卡達TBM

## 達梭航太
法國
- 獵鷹10（英语：Dassault Falcon 10）
- 獵鷹20（英语：Dassault Falcon 20）
- 達梭水星
- 獵鷹50（英语：Dassault Falcon 50）
- 獵鷹900（英语：Dassault Falcon 900）
- 獵鷹2000（英语：Dassault Falcon 2000）
- 獵鷹7X（英语：Dassault Falcon 7X）

## 德哈維蘭
英国
- 德哈維蘭 DH 34（英语：de Havilland DH.34）
- 德哈維蘭 DH 50（英语：de Havilland DH.50）
- 德哈維蘭巨蛾型客機（英语：de Havilland Giant Moth）
- 德哈維蘭大力神型客機（英语：de Havilland Hercules）
- 德哈維蘭貓蛾型客機（英语：de Havilland Puss Moth）
- 德哈維蘭狐蛾型客機（英语：de Havilland Fox Moth）
- 德哈維蘭龍型客機（英语：de Havilland Dragon）
- 德哈維蘭豹蛾型客機（英语：de Havilland Leopard Moth）
- 德哈維蘭快車型客機（英语：de Havilland Express）
- 德哈維蘭蜂蛾型客機（英语：de Havilland Hornet Moth）
- 德哈維蘭 DH 88彗星型客機（英语：de Havilland DH.88 Comet）
- 德哈維蘭迅猛龍型客機（英语：de Havilland Dragon Rapide）
- 德哈維蘭蜻蜓型客機（英语：de Havilland Dragonfly）
- 德哈維蘭信天翁型客機（英语：de Havilland Albatross）
- 德哈維蘭紅鶴型客機（英语：de Havilland Flamingo）
- 德哈維蘭鴿型客機（英语：de Havilland Dove）
- 德哈維蘭彗星型客機  (世界第一款噴氣式客機)
- 德哈維蘭蒼鷺型客機（英语：de Havilland Heron）

## 德哈維蘭澳大利亞（英语：de Havilland Australia）
- 德哈維蘭澳大利亞DHA-3（英语：de Havilland Australia DHA-3 Drover）

## 德哈維蘭加拿大（英语：De Havilland Canada）
加拿大
- 德哈維蘭加拿大DHC-4
- 德哈維蘭加拿大DHC-5
- 德哈維蘭加拿大DHC-6
- 德哈維蘭加拿大DHC-7（英语：de Havilland Canada Dash 7）
- 德哈維蘭加拿大DHC-8

## 多尼爾公司（英语：Dornier Flugzeugwerke）
德国
- Do-C彗星（英语：Dornier Komet）
- Do-B水星（德语：Dornier Merkur）
- Do-J鯨魚（英语：Dornier Do J Wal）
- Do-X飛艇
- 多尼爾Do 18（英语：Dornier Do 18）
- 多尼爾Do 26（英语：Dornier Do 26）
- 多尼爾Do 27（英语：Dornier Do 27）
- 多尼爾Do 28（英语：Dornier Do 28）
- 多尼爾228
- 多尼尔328
- 費爾柴德多尼爾328JET (與费柴尔德合作)

## 道格拉斯飛行器公司
美国
- DC-2
- DC-3
- DC-4
- DC-5
- DC-6
- DC-7
- DC-8
- DC-9
- DC-10

## 巴西航空工業公司
巴西
- EMB-110
- EMB-121
- EMB-120
- 飞鸿100
- 飞鸿300（英语：Embraer Phenom 300）
- 莱格赛450/500和领航500/600（英语：Embraer Legacy 450/500 and Praetor 500/600）
- ERJ系列
  - ERJ-135
  - ERJ-140
  - ERJ-145
  - 莱格赛600
- E系列
  - E170/175
  - E190/195
  - 世襲1000（英语：Embraer Lineage 1000）
- E2系列
  - E175-E2
  - E190-E2
  - E195-E2

## 费柴尔德
美国
- 费柴尔德FC-2（英语：Fairchild FC-2）
- 费柴尔德71（英语：Fairchild 71）
- 费柴尔德21（英语：Fairchild 21）
- 费柴尔德100（英语：Fairchild 100 Pilgrim）
- 费柴尔德22（英语：Fairchild 22）
- 费柴尔德24（英语：Fairchild 24）
- 费柴尔德91（英语：Fairchild 91 Baby Clipper）
- 费柴尔德C-82
- 费柴尔德F-27（英语：Fairchild F-27）
- 费尔柴尔德梅特罗

## 费柴尔德加拿大（英语：Fairchild Aircraft Ltd.）
加拿大
- 费柴尔德超級71（英语：Fairchild Super 71）
- 费柴尔德82（英语：Fairchild 82）
- 费柴尔德F-11（英语：Fairchild F-11 Husky）

## 菲亞特航空（英语：Fiat Aviazione）
義大利
- 菲亞特G.12（英语：Fiat G.12）
- 菲亞特G.18（英语：Fiat G.18）
- 菲亞特G.212（英语：Fiat G.212）

## 福克公司
荷蘭
- 福克F.II
- 福克F.III
- 福克F.VII
- 福克F.VIII
- 福克F.IX
- 福克F.10
- 福克環球型
- 福克F.XII
- 福克F.XVIII
- 福克F.XXII
- 福克F.25
- 福克F27
- 福克F28
- 福克F50
- 福克F100
- 福克F70

## 福特-斯托特金屬飛機（英语：Stout Metal Airplane）
美国
- 斯托特2-AT普爾曼（英语：Stout 2-AT Pullman）
- 福特三引擎飛機（英语：Ford Trimotor）

## 富士重工業
日本
- 中島飛機
  - 中島AT-2（日语：中島AT-2）
- 富士重工業
  - FA-200（日语：FA-200）
  - 霍克400（英语：Hawker 400） (原富士重工業FA-300)

## 格鲁门公司
美国
- 格魯曼G164（英语：Grumman Ag Cat）
- 格魯曼AA-1（英语：Grumman American AA-1）
- 格魯曼AA-5（英语：Grumman American AA-5）

## 灣流航太
美国
- 灣流I型（英语：Grumman Gulfstream I）
- 灣流II型（英语：Grumman Gulfstream II）
- 灣流III型（英语：Gulfstream III）
- 灣流IV型（英语：Gulfstream IV）
- 灣流V型（英语：Gulfstream V）
- 灣流G650/G700/G800
- 灣流G400/G500/G600
- 灣流G280型（英语：Gulfstream G280）

## 亨德里·佩奇
英国
- 亨德里·佩奇W型客機（英语：Handley Page Type W）
- 亨德里·佩奇HP42/HP45（英语：Handley Page H.P.42）
- 哈利法克斯轟炸機民用型
- 亨德里·佩奇赫耳墨斯型客機（英语：Handley Page Hermes）
- 亨德里·佩奇馬拉松型客機（英语：Handley Page Marathon）
- 亨德里·佩奇信使者型客機（英语：Handley Page Dart Herald）
- 捷流型客機

## 印度斯坦航空
印度
- 巴桑特通用飛機（英语：HAL Basant）
- NAL赤頸鶴運輸機（英语：NAL Saras） (與印度國家航空航天實驗室（英语：National Aerospace Laboratories） (NAL)合作)

## 霍克比奇
美国
- 霍克4000（英语：Hawker 4000）

## 霍克薛利（英语：Hawker Siddeley）
英国
- 霍克薛利HS748（英语：Hawker Siddeley HS 748）
- 霍克薛利三叉戟型
- BAe125（英语：British Aerospace 125） (最初由霍克薛利生產)
- 霍克薛利安多弗型（英语：Hawker Siddeley Andover）

## 本田技研工业
日本
- 本田Jet

## 伊留申
俄羅斯
- 伊留申-12
- 伊留申-14
- 伊留申-18
- 伊留申-62
- 伊留申-76
- 伊留申-86
- 伊留申-96
- 伊留申-114

## 羅馬尼亞航空建設公司（英语：Întreprinderea de Construcții Aeronautice Româneşti）
羅馬尼亞
- ICAR通用（英语：ICAR Universal）
- ICAR商業（英语：ICAR Comercial）

## 伊爾庫特科學生產集團
俄羅斯
- 伊爾庫特MC-21

## 以色列航太工業
以色列
- IAI西風（英语：IAI Westwind）
- 灣流G100型（英语：Gulfstream G100）
- 灣流G200型（英语：Gulfstream G200）

## 容克公司
德国
- 容克斯F13
- 容克斯K16（英语：Junkers K 16）
- 容克斯G24（英语：Junkers G 24）
- 容克斯G31（英语：Junkers G 31）
- 容克斯W34（英语：Junkers W 34）
- 容克斯G38
- Ju 52
- Ju 90（英语：Junkers Ju 90）
- Ju 160（英语：Junkers Ju 160）
- Ju 290

## 川西飛機（日语：川西航空機）
日本
- 川西式四發飛行艇 (九七式飛行艇民用版)

## 里爾噴射機
美国
- 里爾23（英语：Learjet 23）
- 里爾24（英语：Learjet 24）
- 里爾25（英语：Learjet 25）
- 里爾28/29（英语：Learjet 28）
- 里爾31（英语：Learjet 31）
- 里爾35/36
- 里爾55（英语：Learjet 55）

## 萊特库诺维采
捷克
- Let L-200（英语：Let L-200 Morava）
- Let L-410
- Let L-610
- L 410（英语：Aircraft Industries L 410 NG）

## 里奧雷和奧利維爾（英语：Lioré et Olivier）
法國
- 里奧H-242（英语：Lioré et Olivier LeO H-242）
- 里奧H-246（英语：Lioré et Olivier LeO H-246）
- 里奧H-47（英语：Lioré et Olivier LeO H-47）

## 洛克希德·馬丁
美国
- 洛克希德織女星（英语：Lockheed Vega）
- 洛克希德航空快遞（英语：Lockheed Air Express）
- 洛克希德牽牛星（英语：Lockheed Altair）
- 洛克希德9型獵戶座（英语：Lockheed Model 9 Orion）
- 洛克希德10型厄勒克特拉（英语：Lockheed Model 10 Electra）
- 洛克希德12型厄勒克特拉輕型（英语：Lockheed Model 12 Electra Junior）
- 洛克希德14型超級厄勒克特拉（英语：Lockheed Model 14 Super Electra）
- 洛克希德18型北極星（英语：Lockheed Model 18 Lodestar）
- 哈德遜式轟炸機
- 洛克希德星座系列
  - 洛克希德L-049星座（英语：Lockheed L-049 Constellation）
  - 洛克希德L-649星座（英语：Lockheed L-649 Constellation）
  - 洛克希德L-749星座（英语：Lockheed L-749 Constellation）
  - 洛克希德L-1049超級星座
  - 洛克希德L-1249超級星座（英语：Lockheed L-1249 Super Constellation）
  - 洛克希德L-1649星際飛機
- 洛克希德L-100大力神（英语：Lockheed L-100 Hercules）
- 洛克希德捷星（英语：Lockheed JetStar）
- 洛克希德L-188
- 洛克希德L-1011三星客機

## 波蘭航空實驗工作室（英语：Lotnicze Warsztaty Doświadczalne）
波蘭
- LWD椋鳥（英语：LWD Szpak）

## 馬恆達航空航天（英语：Mahindra Aerospace）
印度
- NAL NM5（英语：NAL NM5） (與印度國家航空航天實驗室 (NAL)合作)

## 滿洲航空
滿洲國
- 滿州航空MT-1隼型客機（日语：MT-1） (1938年後由滿洲飛行機製造製造)

## 麥克唐納-道格拉斯
美国
- DC-10
- MD-11
- MD-80
- MD-90

## 梅塞施密特
德国
- 梅塞施密特M20
- 梅塞施密特M24（英语：Messerschmitt M 24）

## 三菱重工業
日本
- 三菱MC-20（日语：三菱MC-20）
- 三菱MC-21 (九七式重轟炸機貨機改造)
- 三菱MU-2
- 三菱SpaceJet (原三菱MRJ)

## 米亚西舍夫试验设计局
俄羅斯
- 米亞西舍夫M-101T（英语：Myasishchev M-101T）

## 日本航空機製造株式會社（日语：日本航空機製造）
日本
- YS-11

## 北方飞机公司（英语：Nord Aviation）
法國
- 北方飛機公司諾瑞克林（英语：Nord Norécrin）
- 北方飛機公司NC.850（英语：Nord NC.850）
- 北方飛機公司諾拉特拉斯運輸機（英语：Nord Noratlas）
- 北方飛機公司260型客機（英语：Nord 260）
- 法國宇航N262型客機（英语：Aérospatiale N 262）

## 諾斯洛普公司
美国
- 諾斯洛普Alpha（英语：Northrop Alpha）
- 諾斯洛普Gamma（英语：Northrop Gamma）
- 諾斯洛普Delta（英语：Northrop Delta）

## 北美航空
美国
- 北美軍刀客機（英语：North American Sabreliner）

## 比雅久航太
義大利
- 比雅久P.136（英语：Piaggio P.136）
- 比雅久P.166（英语：Piaggio P.166）
- 前進商務飛機

## 派珀飛機
美国
- 派珀J-2（英语：Taylor J-2）
- 派珀J-3（英语：Piper J-3 Cub）
- 派珀J-4（英语：Piper J-4）
- 派珀J-5（英语：Piper J-5）
- 派珀PA-11（英语：Piper PA-11 Cub Special）
- 派珀PA-12（英语：Piper PA-12 Super Cruiser）
- 派珀PA-14（英语：Piper PA-14 Family Cruiser）
- 派珀PA-15/17（英语：Piper PA-15 Vagabond）
- 派珀PA-16（英语：Piper PA-16 Clipper）
- 派珀PA-18（英语：Piper PA-18 Super Cub）
- 派珀PA-20/22（英语：Piper PA-20 Pacer）
- 派珀PA-23/27（英语：Piper PA-23）
- 派珀PA-24（英语：Piper PA-24 Comanche）
- 派珀PA-25（英语：Piper PA-25 Pawnee）
- 派珀PA-28
- 派珀PA-30/39（英语：Piper PA-30 Twin Comanche）
- 派珀PA-31
- 派珀PA-32（英语：Piper PA-32 Cherokee Six）
- 派珀PA-34（英语：Piper PA-34 Seneca）
- 派珀PA-36（英语：Piper PA-36 Pawnee Brave）
- 派珀PA-38（英语：Piper PA-38 Tomahawk）
- 派珀PA-42
- 派珀PA-44
- 派珀PA-46（英语：Piper PA-46）
- 派珀航空之星（英语：Piper Aerostar）

## 波特茲（英语：Potez）
法國
- 波特茲9型（英语：Potez IX）
- 波特茲29型（英语：Potez 29）
- 波特茲32/33型（英语：Potez 32）
- 波特茲56型（英语：Potez 56）
- 波特茲62型（英语：Potez 62）
- 波特茲661型（英语：Potez 661）
- 波特茲840型（英语：Potez 840）

## PZL（英语：PZL）
波蘭
- PZL華沙-奧肯切
  - PZL-101禿鼻鴉（英语：PZL-101 Gawron）
  - PZL MD-12（英语：PZL MD-12）
  - PZL-104黃鸝（英语：PZL-104 Wilga）
  - PZL-106烏鴉（英语：PZL-106 Kruk）
  - PZL-126螞蟻（英语：PZL-126 Mrówka）
- PZL梅萊茨（英语：PZL Mielec）
  - PZL M-15貝爾菲戈爾（英语：PZL M-15 Belphegor）
  - PZL M-18駱駝（英语：PZL M-18 Dromader）
  - PZL M-20海鷗（英语：PZL M-20 Mewa）
  - PZL I-22艾瑞達（英语：PZL I-22 Iryda）

## 萨博(SAAB)
瑞典
- 薩博90（英语：Saab 90 Scandia）
- 薩博340
- 薩博2000

## 桑德斯羅（英语：Saunders-Roe）
英国
- 桑羅雲型運輸機（英语：Spartan Cruiser）

## 塞考斯基飞机
美国
- 塞考斯基 S-36（英语：Sikorsky S-36）
- 塞考斯基 S-38（英语：Sikorsky S-38）
- 塞考斯基 S-40（英语：Sikorsky S-40）
- 塞考斯基 S-41（英语：Sikorsky S-41）
- Template:塞考斯基 S-42
- Template:塞考斯基 S-43
- 塞考斯基 VS-44（英语：Sikorsky VS-44）

## 蘇格蘭航空（英语：Scottish Aviation）
英国
- 蘇格蘭航空雙發動機先鋒型運輸機（英语：Scottish Aviation Twin Pioneer）

## 肖特兄弟
英国
- 肖特S8加爾各答（英语：Short S.8 Calcutta）
- 肖特S17肯特（英语：Short Kent）
- 肖特S16 Scion（英语：Short Scion）
- 肖特L17斯庫拉（英语：Short Scylla）
- 肖特S22 高級Scion（英语：Short Scion Senior）
- 肖特S23帝國（英语：Short Empire）
- 肖特S25桑德令罕（英语：Short Sandringham）
- 肖特S45西福德（英语：Short Seaford）
- 肖特S45A索倫特（英语：Short Solent）
- 肖特SA6西蘭（英语：Short Sealand）
- 肖特SC5貝爾法斯特（英语：Short Belfast）
- 肖特330
- 肖特360
- 肖特C-23雪巴（英语：Short Belfast）

## 西貝爾（英语：Siebel）
德国
- 西貝爾Si204（英语：Siebel Si 204）

## 東南航空建設公司（英语：SNCASE）
法國
- 東南航空建設朗格多克客機（英语：SNCASE SE.161 Languedoc）
- 東南航空建設雅文邑客機（英语：SNCASE Armagnac）

## 西南航空建設公司（英语：SNCASO）
法國
- 西南航空建設布列塔尼客機（英语：Sud-Ouest Bretagne）
- 西南航空建設科西嘉客機（英语：Sud-Ouest Corse）

## 南方飞机公司
法國
- 南方飛機卡拉維爾客機
- 協和飛機 (Concorde，與 英国的英國飛機公司合作)
- 索卡塔地平線（英语：SOCATA Horizon）

## 普羅旺斯航空建設公司（英语：Société Provençale de Constructions Aéronautiques）
法國
- SPCA 63流星（英语：SPCA Météore 63）
- SPCA 40T（英语：SPCA 40T）

## 蘇愷航空集團
俄羅斯
- Su-80運輸機（英语：Sukhoi Su-80）
- 蘇愷超級噴射機100

## 斯巴達飛機（英语：Spartan Aircraft Ltd）
英国
- 西蒙茲斯巴達型機（英语：Simmonds Spartan）
- 斯巴達箭型機（英语：Spartan Arrow）
- 斯巴達三座型機（英语：Spartan Three Seater）
- 斯巴達巡洋艦型機（英语：Spartan Cruiser）

## 東京瓦斯電力工業
日本
- KR-1/KR-2（日语：KR-1 (航空機)）

## 圖波列夫
俄羅斯
- 圖波列夫ANT-9（英语：Tupolev ANT-9）
- 圖波列夫ANT-35（英语：Tupolev ANT-35）
- Tu-104
- Tu-114
- Tu-124
- Tu-134
- Tu-144
- Tu-154
- Tu-204
- Tu-214
- Tu-244
- Tu-334

## 維克斯-阿姆斯特朗公司
英国
- 維克斯火神（英语：Vickers Vulcan）
- 維克斯維亞斯特拉（英语：Vickers Viastra）
- 維克斯VC.1維京
- 维克斯子爵
- 维克斯先锋
- 维克斯VC-10

## 雅克列夫
俄羅斯
- 雅克-12
- 雅克-40（英语：Yak-40）
- 雅克-42

## 中国商用飛機
中国
- 運-10   (中國第一架噴氣式客機)
- ARJ21
- C919
- C929

## 中國航空工業集團
中国
- 运-5
- 運-7
- 運-8
- 运-11
- 運-12
- 新舟60
- 新舟600
- AG600鯤龍